# Lossa (Finne)
Lossa ist ein Ortsteil der Gemeinde Finne im Burgenlandkreis in Sachsen-Anhalt.

## Geografie
Lossa liegt auf dem Höhenzug „Finne“ und erstreckt sich längs des Lossabaches, dessen Tal sich bei Lossa flach in das Plateau eintieft. Lossa führt den Namen des unmittelbar oberhalb des Dorfes entspringenden Baches. Der Ort liegt auf 292 Meter ü. NN.

## Geschichte

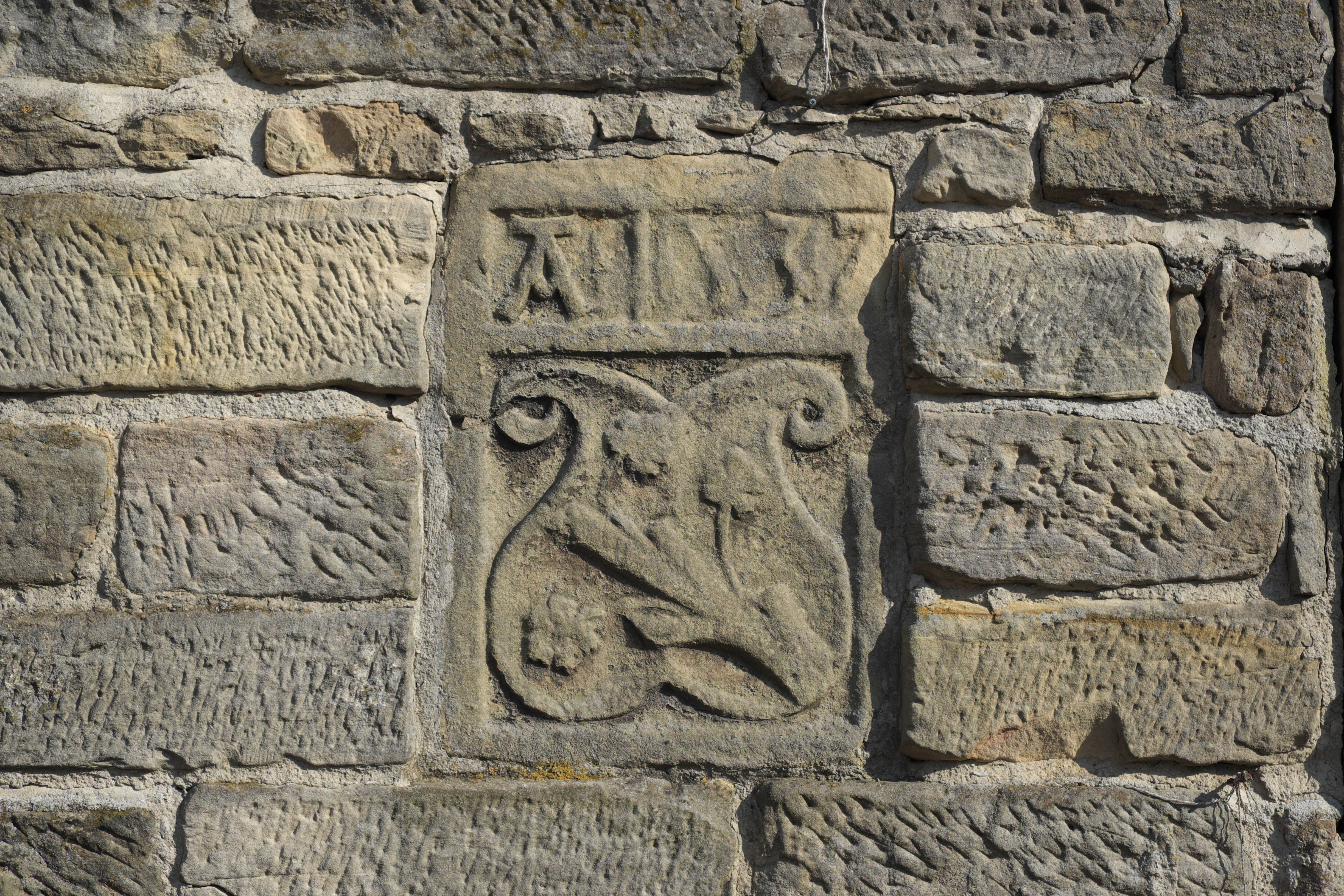
Wappenstein von Werthern, 1537

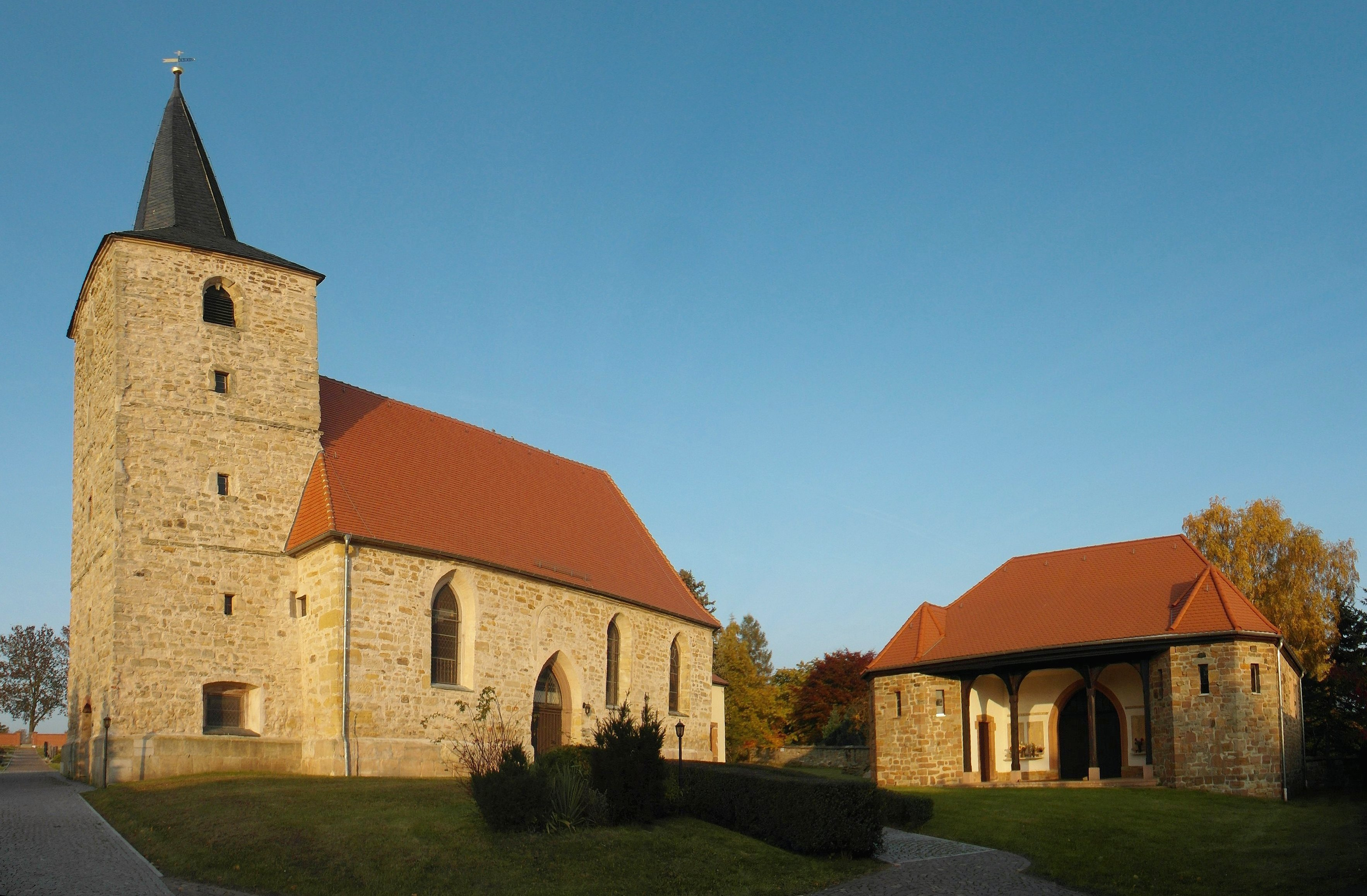
Dorfkirche St. Gallus und Aussegnungshalle

Das erstmals 1255 Lazs genannte Dorf tritt im Sühnevertrag 1346 als Ort zcu der Laz auf. Lossa besteht aus zwei parallelen Straßendörfern und ist nach dem Leitersystem aus zwei parallelen Hauptstraßen beiderseits des Baches mit fünf Querverbindungen aufgebaut. 1525 war Lossa im Besitz der Adelsfamilie von Werthern, deren Wappen noch heute die Dorfkirche ziert. Die dortigen Bauern verhielten sich während des Bauernkrieges ruhig.
Östlich des Ortes, am Großen Windberg, befand sich in den 1930er Jahren und während des Zweiten Weltkriegs die Luftmunitionsanstalt Lossa. Zweck dieser Anlage war die Fertigstellung und Lagerung von Munition für die deutsche Luftwaffe. Die Lagerung der Munition erfolgte in oberirdisch errichteten und mit einer Erdaufschüttung versehenen Bunkern. Unter Regie der Roten Armee wurde nach 1945 die Munition, darunter auch Gas-Granaten und -Bomben, in benachbarten, stillgelegten Kalischächten der Kaliwerke Gewerkschaften Richard und Reichskrone entsorgt. Die Bunker wurden gesprengt.
Am 8. April 1945 griffen amerikanische Jagdbomber den Bahnhof in Lossa an. Dabei wurden einige mit Tabun gefüllte Bomben beschädigt, die im Rahmen der Verlagerung des Luftwaffen-Munitionslagers während ihres Transportes dort standen. Genaue Verluste sind nicht bekannt geworden.
Am 11. April 1945 wurde Lossa von US-amerikanischen Streitkräften besetzt.
Das Rittergut Lossa wurde 1945 entschädigungslos enteignet, die Gebäude wurden danach von einer LPG bewirtschaftet.
Nordwestlich von Lossa errichtete die sowjetische Armee im Wald beidseits der L 217 Richtung Wiehe große Kasernenanlagen für die Truppen, die im militärischen Sperrgebiet Hohe Schrecke ihre Übungsgebiete und Raketen-Abschussanlagen hatten. 1991/92 zogen die Russen ab, die Kasernen wurden abgerissen.
Am 1. Juli 2009 fusionierte Lossa mit Billroda zur neuen Gemeinde Finne. Der letzte Bürgermeister war Holger Hoppe.

## Sport
Unter dem Namen „Eintracht“ wurde 1947 der Fußballverein Lossa gegründet. Aus einer Teichanlage, westlich von Lossa, gestaltete man den ersten Fußballplatz. Wassereinbrüche störten oft den Spielbetrieb und so schuf man an der Rastenbergerstraße einen neuen Sportplatz. Mit großer Anteilnahme seiner Mitglieder wurde auch ein Sportlerheim daneben gebaut. Mittlerweile gibt es eine Kinder-, Knaben- und Jugendmannschaft, eine 1. und 2. Mannschaft, eine „Alte Herren“-Mannschaft und eine Frauenmannschaft des Fußballvereins.

## Bildung
Lossa gehört zum Sekundarschulbezirk Bad Bibra. In der Gemeinde gab es eine Grundschule. Diese wurde 2010 geschlossen.

## Verkehr
Südlich von Lossa verläuft die Bundesstraße 176. Die ebenfalls im Süden vorbeiführende Finnebahn Laucha–Kölleda, an der Lossa einen Bahnhof besaß, ist nicht mehr in Betrieb.

## Denkmäler und Kulturdenkmale

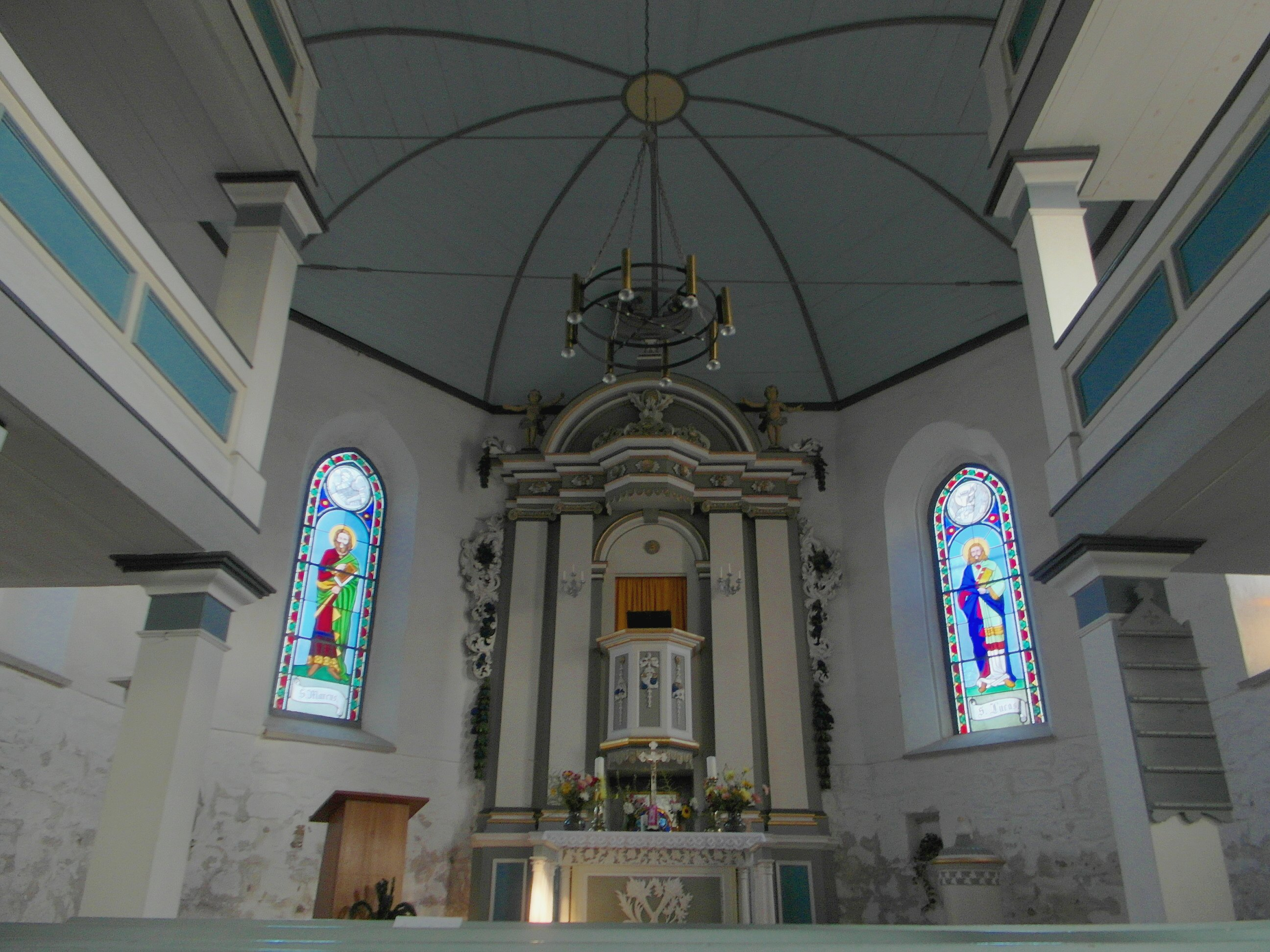
Dorfkirche Innenraum

- Kriegerdenkmal an der Kölledaer Straße
- Dorfkirche St. Gallus, Bruchsteinbau aus der ersten Hälfte des 16. Jahrhunderts mit spätgotischem Schiff, überragt vom im Ursprung romanischen Westturm mit Spitzhelm. Nach Osten hin wird das im Barock veränderte Kirchenschiff polygonal geschlossen. Das Innere prägen eine umlaufende doppelte Hufeisenempore und der Kanzelaltar. Die heutige Innenausstattung stammt aus einer Umbauphase des 19. Jahrhunderts.[3]